# Pasaporte vietnamita
Los pasaportes vietnamitas están emitidos a ciudadanos de Vietnam para facilitar sus viajes internacionales.

## Tipos de pasaportes vietnamitas
El Gobierno vietnamita expide los siguientes tipos de pasaportes: pasaportes ordinarios, pasaportes oficiales y pasaportes diplomáticos.

### Pasaporte ordinario
Los pasaportes ordinarios tienen una validez máxima de 10 años a partir de la fecha de expedición y no pueden renovarse. Los pasaportes ordinarios se expiden a todos los ciudadanos vietnamitas.
Los pasaportes ordinarios expedidos a niños menores de 14 años tienen una validez máxima de 5 años a partir de la fecha de expedición y no pueden renovarse. Los niños menores de 9 años se expiden junto con los pasaportes ordinarios de sus padres a petición de éstos. En este caso, el pasaporte tiene una validez máxima de 5 años a partir de la fecha de expedición y no puede renovarse.

### Pasaportes oficiales
Los pasaportes oficiales tienen una validez máxima de 5 años a partir de la fecha de expedición y pueden renovarse una vez, pero no por más de 3 años. Las renovaciones deben hacerse al menos 30 días antes de la fecha de caducidad del pasaporte. Los pasaportes oficiales se expiden a los ciudadanos vietnamitas que prestan servicios públicos y son enviados al extranjero por las autoridades competentes para realizar tareas propias de sus funciones.

### Pasaporte diplomático
Los pasaportes diplomáticos tienen una validez máxima de 5 años a partir de la fecha de expedición, renovable una vez por un máximo de 3 años. Las prórrogas deben hacerse al menos 30 días antes de que expire el pasaporte. Los pasaportes diplomáticos se expiden a los nacionales vietnamitas que trabajan en una misión diplomática y son enviados por el organismo vietnamita competente para viajar al extranjero en función de la naturaleza del viaje.

## Aplicación de pasaporte
Para la aprobación de un pasaporte los ciudadanos vietnamitas tienen que aplicar en el Departamento de Inmigración Provincial. Esto requiere una Tarjeta de Identificación y cuatro fotos de pasaporte.

## Costes
El pasaporte vietnamita es uno de los más baratos del mundo. En 2017, el coste era de 200,000 Đồng vietnamita (VND); aproximadamente US$9.

## Requisitos de visado
En 28 septiembre 2019, los ciudadanos vietnamitas tuvieron visado-libre o visado de acceso a la llegada a 51 países y territorios, ocupando el lugar 90.º en el mundo según el Índice de Restricciones del Visado. El pasaporte vietnamita permite a su portador quedarse hasta 30 libres de visado en la mayoría de los países de la ASEAN..

## Diseño de pasaporte
Un pasaporte vietnamita actual contiene 48 páginas y 2 cubiertas verdes de tono brillante. La cubierta está descrita en vietnamita e inglés, lo que al hace pasaporte vietnamita el único un pasaporte en el que no se utiliza el francés de entre los países que en el pasado formaron parte de la Indochina Francesa, mientras que el pasaporte camboyano tiene la descripicón en francés en su cubierta.
En el atrás de la cubierta de frente, hay una nota del gobierno vietnamita en la que se dirige a las autoridades de otros estados:
| Este pasaporte está bajo la propiedad de la República Socialista de Vietnam y está emitido a sólo un ciudadano vietnamita. Este pasaporte es válido para todos los países ano ser que se haya oficializado lo contrario. El Gobierno de la República Socialista de Vietnam pide a todas las autoridades competentes permitir al portador de este pasaporte pasar libremente, y ayuda para proporcionarle/le tal asistencia y protección cuando sea necesario. |

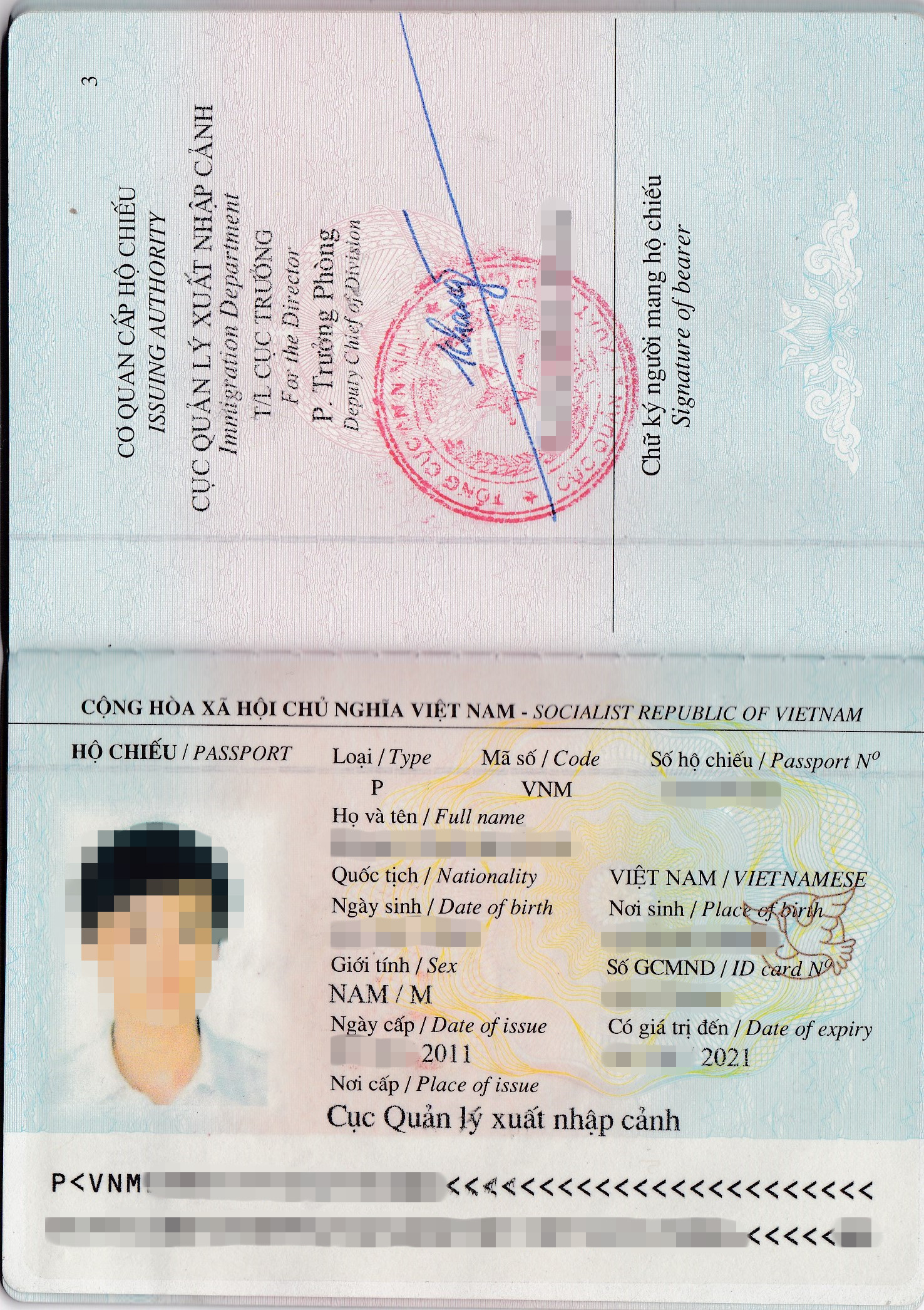
La página de información de un pasaporte vietnamita emitido en 2011

La segunda página proporciona datos del portador de pasaporte (zona de inspección visual) y una legible con máquina:
1. Tipo 
2. Código (VNM)
3. Pasaporte N°
4. Nombre lleno (Ningún separado entre Primer nombre y Último nombre)
5. Nacionalidad (VIỆT NAM/VIETNAMITA)
6. Fecha de nacimiento
7. Sitio de nacimiento
8. Sexo
9. ID tarjeta N°
10. Fecha de asunto
11. Fecha de expiración
12. Sitio de asunto 
13. Máquina zona legible 
A partir del 14 de agosto de 2021, los ciudadanos vietnamitas podrán obtener pasaportes biométricos actualizados. En concreto, el pasaporte con chip electrónico cambiará de color verde a morado. También ha cambiado el tamaño de la fotografía del titular del pasaporte. Nuevos requisitos para la fotografía: Anchura: 30mm, Altura: 40mm; Altura de la cabeza (hasta la parte superior del cabello): 30mm; Distancia desde la parte superior de la foto hasta la parte superior del cabello: 2.5mm.

## Pasaporte electrónico
En 2010, el Primer Ministro aprobó el proyecto de producción y emisión de pasaportes electrónicos de Vietnam con el fin de reformar la administración en la gestión de la inmigración de funcionarios, empleados públicos y ciudadanos. Tiempo de ejecución del proyecto: 4 años, divididos en 2 fases:
a) Fase I (2 años, de enero de 2011 a diciembre de 2012): invertir en la producción y emisión de pasaportes electrónicos en el país.
b) Fase II (2 años, de enero de 2013 a diciembre de 2014): invertir en la ampliación de la emisión de pasaportes electrónicos a las agencias de representación vietnamitas en el extranjero e implementar el control electrónico de los hogares en las puertas de frontera.

### Historico

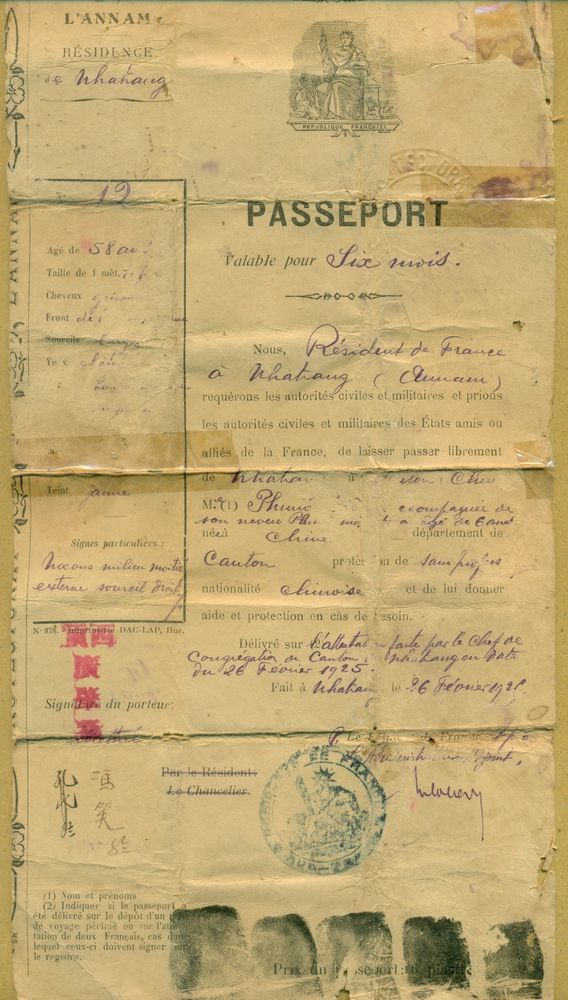
Nacional chino (Ley de nacionalidad taiwanesa)(1925).
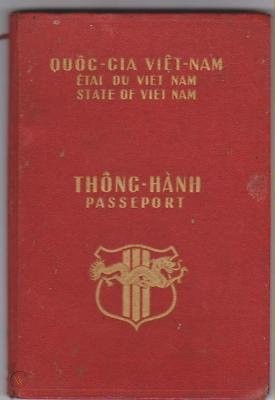
Diseño de pasaporte del Estado de Vietnam.
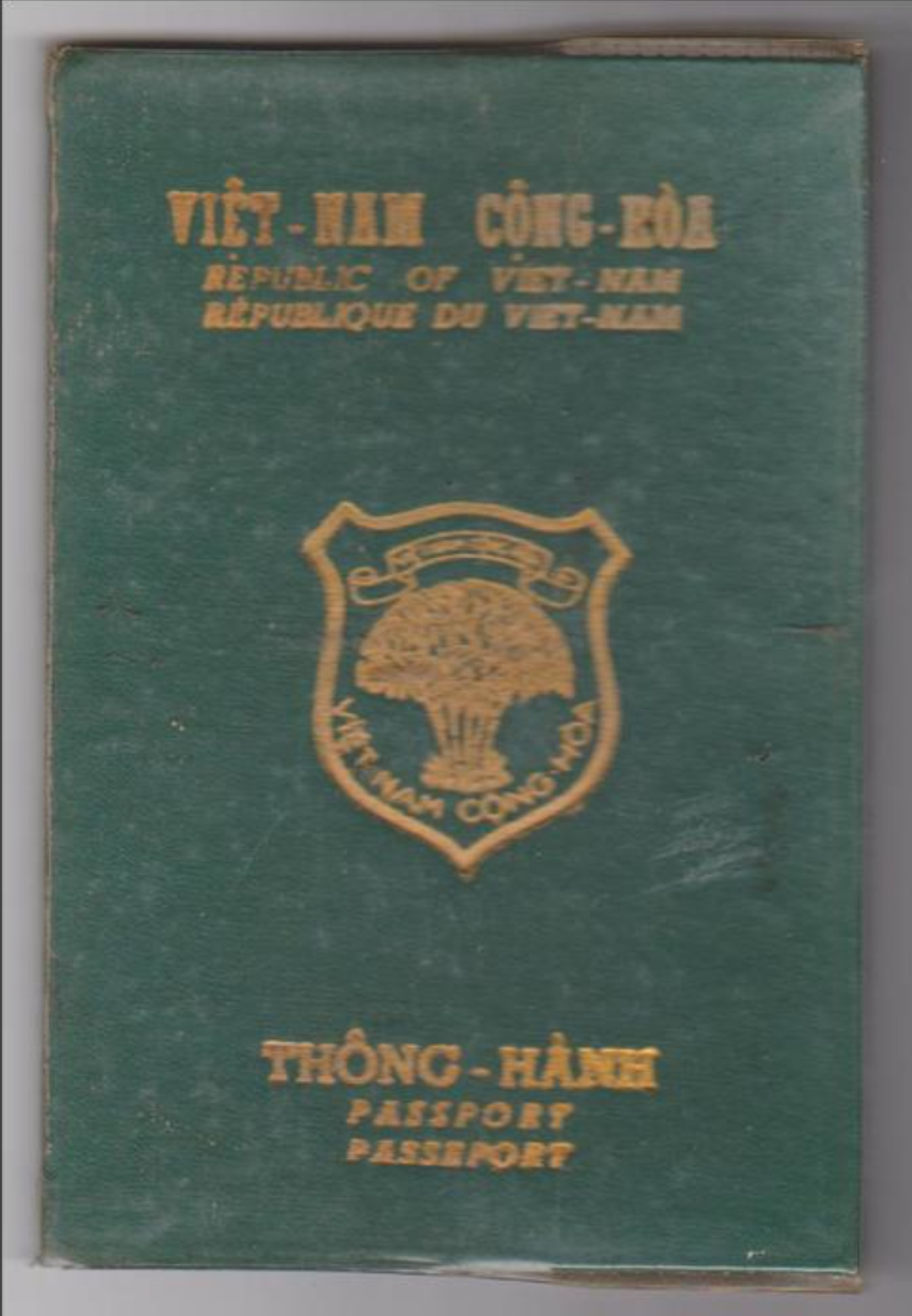
Diseño de pasaporte de la República de Vietnam.
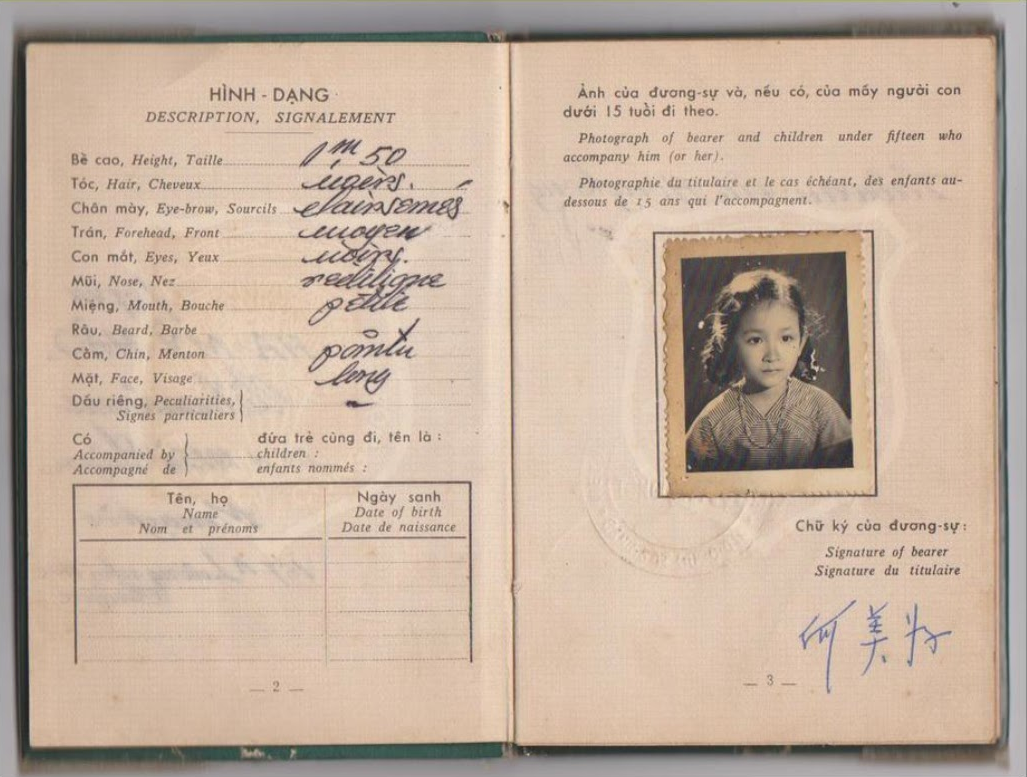
Página de información del portador de Vietnam del Sur.
Imagen:República de Vietnam del Sur y pasaporte de servicio antiguo y pasaportes diplomáticos de la RD Vietnam. Vietnam.

### Contemporáneo

Un permiso de entrada y salida (Giấy thông hành nhập xuất cảnh) para las personas que cruzan con frecuencia la frontera con China.Un permiso de entrada y salida (Giấy thông hành nhập xuất cảnh) para las personas que cruzan con frecuencia la frontera con China.
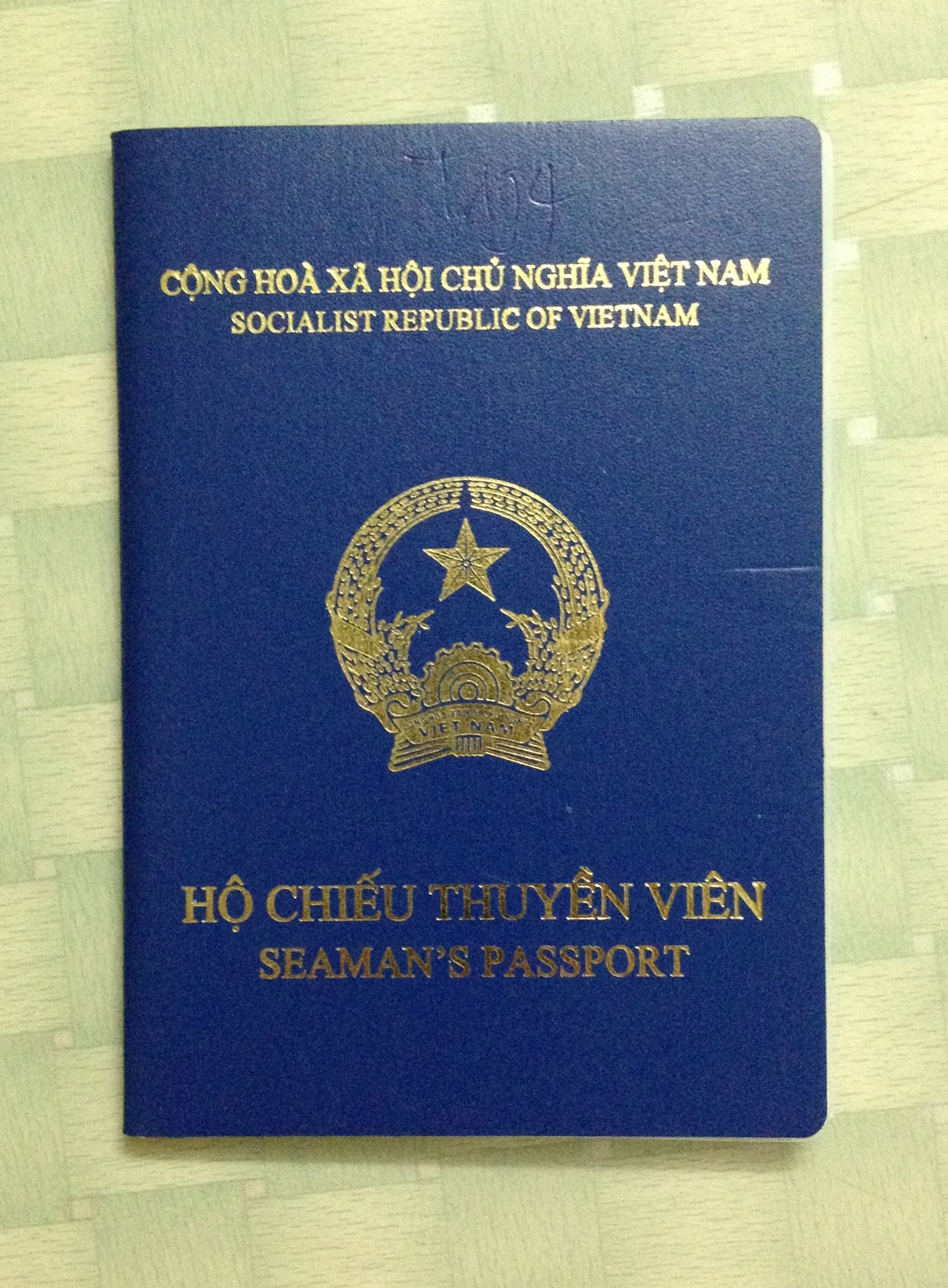
Pasaporte de marinero vietnamita.